# دالي بيرنت
دالي بيرنت (بالإنجليزية: Dale Burnett) هو لاعب كرة قدم أمريكية أمريكي، ولد في 23 يناير 1909 في لارنيد في الولايات المتحدة، وتوفي في 17 أبريل 1997.

## وصلات خارجية
- دالي بيرنت على موقع مرجع كرة القدم المحترفة.كوم (الإنجليزية)
- دالي بيرنت على موقع قاعة كنساس للمشاهير الرياضية (مؤرشف) (الإنجليزية)